# أدريان مارتينيز
أدريان مارتينيز (بالإنجليزية: Adrian Martinez) هو ممثل أمريكي، ولد في 1953 بنيويورك في الولايات المتحدة.

## أعمال

### أفلام
- (2005) ذا إنتربريتر[4]
- (2007) قبل أن يعرف الشيطان أنك ميت[5]
- (2010) كيك-آس[6][7]
- (2011) صاخب لأقصى حد وقريب قرب لا يصدق[8]
- (2013) احتيال أمريكي[9][10]
- (2013) حياة والتر ميتي السرية[11]
- (2015) الأخوات[12]
- (2015) التركيز[13][14][15]
- (2016) جيش من واحد
- (2016) حفلة عيد الميلاد
- (2016) ذات مرة في البندقية
- (2018) أشعر أنني جميلة

## وصلات خارجية
- أدريان مارتينيز على موقع IMDb (الإنجليزية)
- أدريان مارتينيز على موقع ألو سيني (الفرنسية)
- أدريان مارتينيز على موقع ميوزك برينز (الإنجليزية)
- أدريان مارتينيز على موقع أول موفي (الإنجليزية)
- أدريان مارتينيز على موقع قاعدة بيانات الأفلام السويدية (السويدية)
- أدريان مارتينيز على موقع قاعدة بيانات الفيلم (الإنجليزية)
- أدريان مارتينيز على موقع كينوبويسك (الروسية)